# Un monsieur complaisant
Un monsieur complaisant è un cortometraggio muto del 1907. Il nome del regista non viene riportato nei credit.

## Trama
Un anziano signore è molto ben disposto verso i suoi simili: aiuta una bella tata con il suo bambino e si prende cura del piccolo mentre la ragazza legge. Poi, però, la bella viene raggiunta dal moroso e i due si dimenticano del bimbo e del vecchio. Quest'ultimo, seccato, le restituisce il bambino. Aiuta poi una giovane a portare una cesta pesante. Quando lei è raggiunta dal marito, al signore come ringraziamento spetta un sonoro pestaggio. L'uomo in seguito è coinvolto in un'operazione muraria, finendo coperto dalla malta. Aiuta poi due uomini a trasportare dei mobili e a caricarli su un carro. Peccato che i due sono ladri: scappati via, lasciano dietro di sé l'anziano signore che viene beccato da un poliziotto, convinto che sia complice del furto.

## Produzione
Il film fu prodotto dalla Pathé Frères.

## Distribuzione
Distribuito dalla Pathé Frères, il film - un cortometraggio 75 metri - uscì nelle sale francesi nel 1907. La Pathé lo distribuì anche negli Stati Uniti, dove venne importato e presentato il 25 gennaio 1908 con il titolo inglese A Kindhearted Gentleman.